# Associació de les Conferències Episcopals de la Regió d'Àfrica Central
L'Associació de les Conferències Episcopals de la Regió d'Àfrica Central (Association des Conférences Episcopales de la Région de l'Afrique Central, ACERAC) és un organisme de l'església catòlica que reagrupa els bisbes d'alguns estats d'Àfrica central.

## Història
L'ACERAC fou instituïda el 1989 i té la seu a Brazzaville en la República del Congo.

## Membres de l'ACERAC
Formen part de l'ACERAC els bisbes de les següents conferències episcopals:
- Conferència episcopal nacional del Camerun (Conférence Episcopale Nationale du Cameroun, CENC);
- Conferència episcopal del Txad (Conférence Episcopale du Tchad);
- Conferència episcopal del Gabon (Conférence Episcopale du Gabon);
- Conferència episcopal de la Guinea Equatorial
- Conferència episcopal Centreafricana (Conférence Episcopale Centrafricaine, CECA);
- Conferència episcopal del Congo (Conférence Episcopale du Congo).

## Llista de presidents
- Arquebisbe Joachim N'Dayen (1989 - 1994)
- Bisbe Basile Mvé Engone, S.D.B. (1994 - 1997)
- Bisbe Anatole Milandou (1997 - 2000)
- Bisbe Anacleto Sima Ngua (2000 - 2002)
- Bisbe Jean-Claude Bouchard, O.M.I. (2002 - 2005)
- Bisbe François-Xavier Yombandje (setembre 2005 - juliol 2008)
- Bisbe Timothée Modibo-Nzockena (juliol 2008 - 24 març 2016)